# A92
A92 — ірландський дрил гурт, з міста Дроеда, створений у 2020 році.
Гурт названо на честь поштового індексу міста Дроеда.
Музика гурту була класифікована як ірландський хіп-хоп, британський дрил, ірландський дрил.
Гурт став популярним після випуску синглу «Plugged In Freestyle» у 2020 році.
Гурт підписав контракт з лейблом Moves Recordings.

## Історія
Гурт A92 було створено в 2020 році Джоелем Сафо (Joel Safo), менеджером, який працює в JS Management.
Майбутній учасник гурту A92, Tomas Adeyinka (Offica), став популярним після випуску синглу «Naruto Drillings» у 2019 році та реміксом синглу, який зробив британський ютубер KSI (Olajide Olayinka Williams "JJ" Olatunji). В інтерв'ю Hot Press, Tomas Adeyinka (Offica) розповів: «Напевно, ми всі живемо за вісім хвилин один від одного в Дрогеді... Ми всі підтримуємо один одного... підтримуємо навіть коли ведемо бізнес».
Гурт A92 випустив свій дебютний сингл «A9 Link Up» у вересні 2020 року за участю Tomas Adeyinka (Offica), Tobi Akinseloyin (BT), David Nkpa (Nikz), Israel Kenny Olajide (Ksav), ACE, Lloyd Olalere (Dbo), Desmond Jibona (Kebz).
У жовтні 2020 року гурт випустив сингл «Plugged In Freestyle», який був спродюсований Jahrell Bryan (Fumez the Engineer). Пісня потрапила до першої п’ятірки ірландського хіт-параду Homegrown і в топ-40 британського чарту синглів. Згідно з BBC, популярність пісні зросла завдяки її використанню на платформі соціальних мереж TikTok до вересня 2021 року пісня мала понад 34 мільйони переглядів на YouTube.
11 грудня 2020 року гурт A92 випустив свій дебютний мікстейп 92 Degrees; мікстейп містив 15 треків.
У 2021 році гурт A92 разом із гуртом Rhythm Bombs (також відомим, як Prodigy Sons), написали окремі треки для розділеного синглу, обидва треки вважались потенційними хітами (так званий реліз double A-side); зароблені кошти пішли до SOSAD Ireland. 
У створенні синглу гурту A92, «Champion», брали участь Tobi Akinseloyin (BT) і Lloyd Olalere (Dbo), сингл був продюсований Чарльзом Абако (Charles Abako), також відомим як C2 та Andre Fazaz (Olamide Fazaz). 
Також було оголошено, що 23 жовтня в музичному закладі Tommy Leddy Theatre  відбудеться виступ за участю двох гуртів.

## Учасники гурту
Станом на квітень 2021 року гурт A92 складається з восьми учасників:
- Andre Fazaz (Olamide Fazaz)[15]
- AO[16]
- BT/Trapboy BT[17] (Tobi Akinseloyin)
- Dbo (Lloyd Olalere)
- Kebz (Desmond Jibona)
- Ksav (Israel Kenny Olajide)
- Nikz (David Nkpa)
- Offica (Tomas Adeyinka)

Колишні учасники гурту:
- ACE[18]

## Дискографія

### Мікстейпи
- 92 Degrees (2020)[19]

### Сингли
| Назва                                                       | Рік  | Пікові позиції в чартах | Пікові позиції в чартах |
| Назва                                                       | Рік  | IRE                     | UK                      |
| ----------------------------------------------------------- | ---- | ----------------------- | ----------------------- |
| "Plugged In Freestyle" (with Fumez the Engineer and Offica) | 2020 | 29                      | 39                      |